# Le Mans 24-timmars 2005
Le Mans 24-timmars 2005 kördes den 18-19 juni 2005 på Circuit de la Sarthe.

## Slutställning
| Plats | Förare                                            | Märke        | Poäng |
| ----- | ------------------------------------------------- | ------------ | ----- |
| 1     | JJ Lehto Tom Kristensen Marco Werner              | Audi         | 370   |
| 2     | Emmanuel Collard J-C Boullion Érik Comas          | Pescarolo    | 368   |
| 3     | Frank Biela Allan McNish Emanuele Pirro           | Audi         | 364   |
| 4     | Franck Montagny Jean-Marc Gounon Stéphane Ortelli | Audi         | 362   |
| 5     | Oliver Gavin Olivier Beretta Jan Magnussen        | Chevrolet    | 349   |
| 6     | Ron Fellows Max Papis Johnny O'Connell            | Chevrolet    | 347   |
| 7     | Jan Lammers Elton Julian John Bosch               | Dome         | 346   |
| 8     | Alexander Frei Dominik Schwager Christian Vann    | Courage      | 339   |
| 9     | David Brabham Stéphane Sarrazin Darren Turner     | Aston Martin | 333   |
| 10    | Mike Rockenfeller Marc Lieb Leo Hindery           | Porsche      | 332   |

### Klassegrare
| Klass | Förare                                     | Märke     |
| ----- | ------------------------------------------ | --------- |
| LMP1  | JJ Lehto Tom Kristensen Marco Werner       | Audi      |
| LMP2  | Tommy Erdos Mike Newton Warren Hughes      | MG Lola   |
| GT1   | Oliver Gavin Olivier Beretta Jan Magnussen | Chevrolet |
| GT2   | Mike Rockenfeller Marc Lieb Leo Hindery    | Porsche   |